# Рязанцев, Василий Константинович
Василий Константинович Рязанцев (1911—1974) — генерал-лейтенант Советской Армии, участник советско-финской и Великой Отечественной войны.

## Биография

Могила Рязанцева на Введенском кладбище Москвы.

Василий Константинович Рязанцев родился 13 января 1911 года в городе Бийске (ныне — Алтайский край). С 1913 года проживал в станице Змейской (ныне — Республика Северная Осетия). В 1928 году Рязанцев был призван на службу в Рабоче-Крестьянскую Красную Армию. Окончил школу красных командиров и Военно-транспортную академию. Долгое время служил в частях железнодорожных войск. Участвовал в советско-финской войне, был награждён медалью «За боевые заслуги».
С первого дня Великой Отечественной войны Рязанцев находился в действующей армии на Северо-Западном, Центральном, Брянском и 1-м Белорусском фронтах. Участвовал в обороне Москвы. С 1944 года Рязанцев служил военным комендантом железнодорожного участка и станции Орша Витебской области Белорусской ССР, занимался организацией железнодорожных перевозок военных грузов на этом участке.
После окончания войны Рязанцев продолжил службу в Советской Армии, занимал высокие посты в системе военных сообщений, в том числе возглавлял военные сообщения Киевского военного округа, был заместителем начальника Центрального управления Министерства обороны СССР. Служебную деятельность совмещал с работой в редакции журнала «Тыл и снабжение Вооружённых Сил СССР». В 1973 году в звании генерал-лейтенанта технических войск Рязанцев вышел в отставку. Умер 25 декабря 1974 года, похоронен на Введенском кладбище (29 уч.).
Был награждён орденом Ленина, двумя орденами Красного Знамени, двумя орденами Красной Звезды, двумя медалями «За боевые заслуги» и рядом других медалей.